# Arivaca, Arizona
Arivaca, Arizona (енгл. Arivaca) насељено је место без административног статуса у америчкој савезној држави Аризона.

## Демографија
По попису из 2010. године број становника је 695.
| Група             | 2000.    | 2010.       |
| Белци             | 0 (0,0%) | 547 (78,7%) |
| Афроамериканци    | 0 (0,0%) | 4 (0,6%)    |
| Азијати           | 0 (0,0%) | 4 (0,6%)    |
| Хиспаноамериканци | 0 (0,0%) | 122 (17,6%) |
| Укупно            | 0        | 695         |